# 日本五指参
日本五指参（学名：Pentadactyla japonica）为沙鸡子科五指参属的动物。分布于日本，包括东海等海域，一般栖息于水深60-103米的沙或粗沙底。该物种的模式产地在日本或中国。